# Onychoplax
Onychoplax is een geslacht van steenvliegen uit de familie borstelsteenvliegen (Perlidae). De wetenschappelijke naam van het geslacht is voor het eerst geldig gepubliceerd in 1914 door Klapálek.

## Soorten
Onychoplax omvat de volgende soorten:
- Onychoplax limbatella Klapálek, 1916